# SBSオープン
SBSオープン・アット・タートルベイは韓国のテレビ局SBSが主催し、2005年から2009年まで開催されていたゴルフトーナメントである。
LPGAツアーのかつての開幕戦として、文字通りハワイ州のタートルベイ・リゾートで毎年2月に開催されていた。

## 歴代優勝者
- 2005年：ジェニファー・ロサレス（ フィリピン）
- 2006年：キム・チュミ（ 韓国）
- 2007年：ポーラ・クリーマー（ アメリカ合衆国）
- 2008年：アニカ・ソレンスタム（ スウェーデン）
- 2009年：アンジェラ・スタンフォード（ アメリカ合衆国）